# Feketeszárú cseresznye
A Feketeszárú cseresznye Hunyady Sándor 1930-ban írt drámája.
Az 1930 novemberében bemutatott Feketeszárú cseresznye hozta meg Hunyady számára az igazi sikert és tette elismert és ünnepelt drámaíróvá. A Vígszínház szakított íratlan szabályaival: húsz év után először nyitotta ki szerző előtt vasfüggönyét, hogy az fogadhassa a publikum szűnni nem akaró tapsát, és a szokással ellentétben átvitte a darabot a következő évadra, majd a századik előadás után csak Hegedűs Gyula halála miatt vette le műsoráról.  
A nagy siker minden bizonnyal a fájdalmasan aktuális téma érzékeny megformálásának volt köszönhető. Hunyady a Trianon-problematikát, a történelem eseményeit jól játszatja egybe a szereplők egyéni sorsával. Nemcsak a központi háromszög-történet árnyalja azonban a politikai problémát, de Hunyady a szereplők életének több színterén igyekszik megmutatni a körülmények deformálta emberi magatartásokat.

## Cselekménye
|  | Alább a cselekmény részletei következnek! |

Irina és Dusán, a szerb házaspár az ablaka alatti szerenádra ébred: a falujukban állomásozó magyar katonák jöttek búcsúzni, indulniuk kell a frontra. Az álmából felriasztott családnál nagy mulatozás kerekedik: a huszárok a csinos háziasszonyoknak udvarolnak, bár többükben felsejlik, hogy esetleg soha nem fognak visszatérni. A magyar főbíró titokban figyelmezteti Dusánt: egyik cselédje feljelentette a magyar elöljáróságnál, hogy Szerbiáért imádkozik. Dusán nem tagadja: szerb a vére, de semmi ellenszenvet nem érez a magyarok iránt, sőt, a főbírót mostantól a legigazabb barátjának tartja. Valójában a csendes magyar férfi Dusán legnagyobb ellenfele: amikor duhaj szórakozás elől a kertbe menekülve kettesben marad Irinával, virágnyelven szerelmet vall az asszonynak. Irina viszonozza a főbíró érzelmeit, olyan tüzet érez a férfi iránt, amit férje iránt sohasem, de szintén virágnyelven visszautasítja a közeledést, nem fogja elhagyni soha a férjét, ezért kéri a főbírót, ne is mutassa ki érzéseit.
Két év telik el, s a politikai helyzet gyökeresen megváltozik: létrejön Szerbia, s most az üldözöttekből lesznek üldözők. A főbírónak is át kell adnia hivatalát, s ez olyan, mintha legközelebbi rokonát ölnék meg. Számára a falu vezetése sohasem nemzetiségi kérdés volt, hanem legbensőbb szívügye, s most ezt veszik el tőle. Mivel Dusán egyik húga eljegyzését tartja, előbb Irina, majd Dusán érkezik a feldúlt főbíróhoz, legjobb családi barátjukhoz. Irina múlhatatlan szerelmet érez a főbíró iránt, s az végre nyíltan megvallja érzelmeit az asszonynak. A férj megérkezésével azonban vége szakad keserű, reménytelen szerelmi kettősüknek, s Irina immár Dusán feleségeként győzködi a főbírót, maradjon. Dusán akár saját házába is befogadná a férfit, de az hajthatatlan. A szerb férfi megérez valamit a főbíró és felesége közti villamosságból, s gyanút fog, de nem akar semmi rosszat feltételezni barátjáról.
Az eljegyzési lakoma közben Dusán véletlenül megtudja, hogy a főbírónál házkutatást akarnak tartani, ezért azonnal befogat, hogy figyelmeztesse barátját, ahogy annak idején az tette. Irina túlzó hálával árasztja el férjét, mire az nem bír tovább féltékenységével, kifogat a kocsiból, hajlandó lenni veszni hagyni barátját szörnyű gyanúja miatt. Bár vallomásokon kívül nem esett egyéb Irina és a főbíró között, az asszony nem tudja tovább elfojtani szerelmes aggódását és lóhalálában a férfi figyelmeztetésére siet. A főbírót végül mégsem ő, hanem Dusán menti meg: bár feleségét és barátját immár egyértelmű helyzetben találja, mégis erélyesen elküldi a szerb hivatali embereket. Irina szerelmével, a főbíróval fogja folytatni életét. De hogy boldogságra találhatnak-e bármelyikük országában, kérdés marad.

## Előadástörténet
A darab ősbemutatója a Vígszínházban volt 1930. november 6-án, Hegedűs Tibor rendezésében, Vörös Pál díszleteivel.
Az eredeti szereposztás:
- Veliszlievics Dusán: Hegedűs Gyula
- Irina, a felesége: Gombaszögi Frida
- Milica, Dusán testvére: Gazsi Mariska
- Danica, Milica leánya: Eőry Erzsi
- Balázsházy főhadnagy: Hajmássy Miklós
- Jankovics hadnagy: Rajnay Gábor
- Csaholyi hadnagy: Jávor Pál
- A főbíró: Törzs Jenő

Az ősbemutatót követően vidéken, a Szegedi Városi Színházban mutatták be a darabor 1931. április 15-én, Nagy György rendezésében. Még ezen év október 9-én Kolozsvárott is bemutatták.
A háború után 1946-ban Kaposvárott került bemutatásra a mű december 11-én, Deák Lőrinc rendezésében, és főszereplésével, a további főbb szerepeket D. Paxy Teri (Irina), Unger Rudolf (főbíró), Cziráky Júlia (Milica) és Sárosi Rózsa (Danica) alakították.
1969-ben a Szegedi Nemzeti Színházban debütált a darab október 12-én, Lendvay Ferenc rendezésében, Bicskey Károly (Dusán), Fogarassy Mária (Irina), Nagy Attila (főbíró), Barta Mária (Milica) és Liska Zsuzsa (Danica) főszereplésével.
A kecskeméti Katona József Színház 1980. december 19-én mutatta be a művet. Az előadást Tömöry Péter rendezte, a főbb szerepeket Fekete Tibor (Dusán), Andresz Kati (Irina), Vitéz László (főbíró), Réti Erika (Milica) és Szennyai Mária (Danica) alakították.
1994. október 14-én ismét a kecskeméti színházban volt látható a darab, Illés István rendezésében, Vitéz László (Dusán), Fehér Ildikó (Irina), Zubornyák Zoltán (főbíró), Nyakó Júlia (Milica) és Mérai Katalin (Danica) játszották a főbb szerepeket.
A vidéki bemutatók után ismét a fővárosban került bemutatásra a darab a Budapesti Kamaraszínházban. Az előadást Balázs Péter rendezte, a főbb szerepeket Nemcsák Károly (Dusán), Pápai Erika (Irina), Mihályi Győző (főbíró), Szilágyi Zsuzsa (Milica) és Németh Borbála (Danica) alakították. Az előadást a televízió is közvetítette.
Az ezredfordulót követően 2008. február 15-én a szolnoki Szigligeti Színház mutatta be a színművet. A rendezői székben ismét Balázs Péter ült a fontosabb szerepekben pedig Jászai László, ifj. (Dusán), Radó Denise (Irina), Kautzky Armand (főbíró), Gombos Judit (Milica) és Sárvári Diána (Danica) voltak láthatóak.
2012-ben a József Attila Színházban Kerényi Imre rendezésében mutatták be a darabot, Nemcsák Károly (Dusán), Pikali Gerda (Irina), Zöld Csaba (Péterffy Géza főszolgabíró) Kocsis Judit (Milica) és Pataki Szilvia (Danica) főszereplésével. Az előadást a televízió is közvetítette.
A Miskolci Nemzeti Színház 2019. október 19-én mutatta be Hunyady darabját Szőcs Artur rendezésében. A főbb szerepeket Lajos András (Dusán), Czvikker Lilla (Irina), Bodoky Márk (Péterházy Géza), Szirbik Bernadett (Milica) és Horváth Alexandra (Danica) alakították. Az előadás nagy kritikai és közönségsikert aratott és beválogatták a XX. Pécsi Országos Színházi Találkozóra.